# علیرضا جراح‌کار
علیرضا جراح‌کار (زاده ۲۱ سپتامبر ۱۹۸۲) یک بازیکن فوتبال اهل ایران است.